# 八幡城合戰
八幡城合戰（日语：／ Hachimanjōnokassen）是在慶長5年（1600年）東軍的遠藤慶隆和金森可重與西軍的稻葉貞通和遠藤胤直在美濃國郡上郡八幡城爆發的攻防戰，是關原之戰的前哨戰之一。

## 概要
慶長5年（1600年），在豐臣秀吉死後，五奉行之一的石田三成舉兵攻打五大老之一的德川家康，而在美濃國，岐阜城主織田秀信加入三成帶領的西軍，同時郡上八幡城主稻葉貞通為了阻止家康西進，進駐了犬山城。小原（現加茂郡白川町）的遠藤宗家的遠藤慶隆和犬地（同白川町）的遠藤胤直均獲秀信勸誘加入西軍，然而由於慶隆擔任八幡城主期間曾經被秀吉改易，因此在與其弟慶胤等人商討後決定加入家康帶領的東軍。然而，胤直卻接受秀信的邀請加入西軍，並且在上根佈陣。對此，慶隆派其子遠藤慶勝駐防於妙觀寺。
慶隆向家康提出請求重奪八幡城，在7月29日，尚未得知胤直是西軍一員的情況下，家康向兩人均發出進攻許可。慶隆隨即在佐見村白田佈陣，與胤直在上根對峙。另一方面，胤直則從秀信處獲得30支火绳枪和彈藥後，開始進攻慶隆軍。同時，原本身處於江戶，慶隆的女婿金森可重奉家康之命趕返本領飛驒增援，可重帶兵從坂本口及派兵從白川口支援，並且在9月1日與獲命對八幡城發動總攻的慶隆匯合。
由於貞通身處犬山城，因此八幡城由其孻子稻葉通孝以少量兵馬防守，為了強化防衛，通孝從領內動員浪人、町人和壯年的農民等等協助防守城內各處。8月28日，慶隆帶領約400名士兵從小原出陣，為了避開稻葉軍而渡過飛驒川，及後在麻瀧（現下呂市金山町）擊敗稻葉的守軍後，分成兩隊登陸法師丸和野尻兩地（舊和良村）。慶隆之弟慶胤則率領約400名士兵從沓部口進攻。此時，貞通接受舊識福島正則的邀請轉投東軍，正則和井伊直政等人亦因此要求慶隆和可重停止進攻八幡城，然而慶隆等人已經出陣，並且以貞通仍在犬山，難以知道後方事情為由拒絕鳴金收兵。9月1日，慶隆軍從法師丸出陣後，在楢峠遭到伏兵以火绳枪射击，因而改在赤谷佈陣，途中放火焚燒了中野一帶。
另一方面，可重的援軍從坂本口抵達久須見（舊明寶村），為了避免與稻葉軍交戰而轉移在瀧山（現郡上市八幡町小野）佈陣。金森軍的分隊則登上五町山佈陣，與身處赤谷的慶隆聯合從三方面形成向八幡城攻击的狀態。
同日，慶隆軍渡過吉田川並且突破守備欄，一隊攻向城的後門，慶隆本隊則向大手門方向進攻。可重軍從城北的後方進攻，卻受制於雙重護城河，雙方的戰鬥陷入膠著狀態。期間，慶隆軍從大手門逼近第一扇門，成功抵擋城內火绳枪的射击，並且闖入門內。可重軍的分隊在击敗後門的守軍後，成功突破二之曲輪。另一方面，可重的一隊著手進攻二之丸，但是遭到守軍的抵抗，因此轉而攻入東門並且進駐二之曲輪。雖然，此舉一度使兩軍自相殘殺，但是不久後兩軍便聯合從二之門向二之丸進攻。另外，在後方進攻的可重軍與稻葉軍戰況激烈，造成雙方大量死傷。及至日落仍未能分出勝負，最終各自退回陣地。
慶隆與可重商討後決定向城內派出使者要求稻葉軍投降，兩日後雙方達成和議，慶隆亦將本陣移師至愛宕山。8月21日，慶隆接獲家康的書信並且獲安堵郡上一帶的領地。然而，身處犬山的貞通得知此事後趕返郡上，其長子稻葉典通和中山城主稻葉忠次郎亦有跟隨，並且在9月3日清晨抵達八幡。當天早上四周煙霧彌漫，由於剛剛達成和議，掉以輕心的慶隆軍在愛宕山遭到稻葉軍突襲，遠藤慶重（長助）、鷲見保義（忠左衛門）、粥川五郎左衛門、粥川小十郎和餌取作助五人奮戰而死，慶隆則逃脫至在小野山佈陣的可重處。另一說法指慶隆軍並無放鬆戒備，而是與稻葉軍以大筒（轻型火炮）互相砲擊，稻葉軍大量士兵在渡河期間戰死，最終演變成進攻愛宕形成亂戰，慶隆被家臣揹在身上逃去。雙方激戰後傷亡慘重，最終在晚上各自撤退。貞通在進駐八幡城後四日，派使者與慶隆再度達成和議。
其後，慶隆返回東濃並且在9月5日進攻上根的砦，逼使胤直投降，然後派使者向身處於信濃國下諏訪的德川秀忠匯報戰況，自己則前往家康處。9月14日，接獲秀忠的感謝狀的慶隆抵達家康設於赤坂（現岐阜縣大垣市）的本陣，在當面交代戰況後匯合東軍。降於慶隆的貞通後來前往伊勢國，雖然在郡上的家人片桐智法的城池仍在，但在慶隆回歸一事傳遍郡上各地後，暴力對待稻葉氏家人的衝突事有發生，稻葉氏家臣對此也只有啞忍。

## 戰後
關原之戰以東軍勝利告終，稻葉貞通增封豐後臼杵5萬石，慶隆則在11月上旬接收八幡城和中山城。同月15日，慶胤死去後，慶隆領有郡上全域2萬7000石。